# 311
311 (CCCXI) je bilo navadno leto, ki se je po julijanskem koledarju začelo na ponedeljek.

## Dogodki
- 1. januar

## Rojstva
- Vulfila, gotski škof in misijonar († 383)